# Escuela Europea de Ingeniería de Materiales
La Escuela Europea de Ingeniería de Materiales es una de las 200 escuelas de ingenieros francesas acreditadas para expedir un diploma de ingeniería. Creada en 1991, en Nancy (Lorena), la EEIGM es un componente del Collegium Lorraine INP de la Universidad de Lorena . La EEIGM también forma parte de un consorcio de universidades europeas en el que estudiarán los estudiantes.
La EEIGM forma cada año a 90 ingenieros en ingeniería de materiales. Todos los alumnos estudian las principales familias de materiales: metales y aleaciones, los polímeros, las cerámicas y los composites.

## Histórico
El programa EEIGM fue creado en 1991 por los departamentos "materiales" de tres importantes universidades europeas :
- UL : Universidad de Lorena (Collegium Lorraine INP), Nancy, Francia ;
- UPC : Universidad Politécnica de Cataluña / ETSEIB, Barcelona, España ;
- UDS : Universidad del Sarre, Saarbrücken, Alemania.

Desde 2013, también es posible para estudiantes después del nivel "Bac+2" completar la formación en ingeniería en la EEIGM a través de una formación de aprendizaje.

## Formación

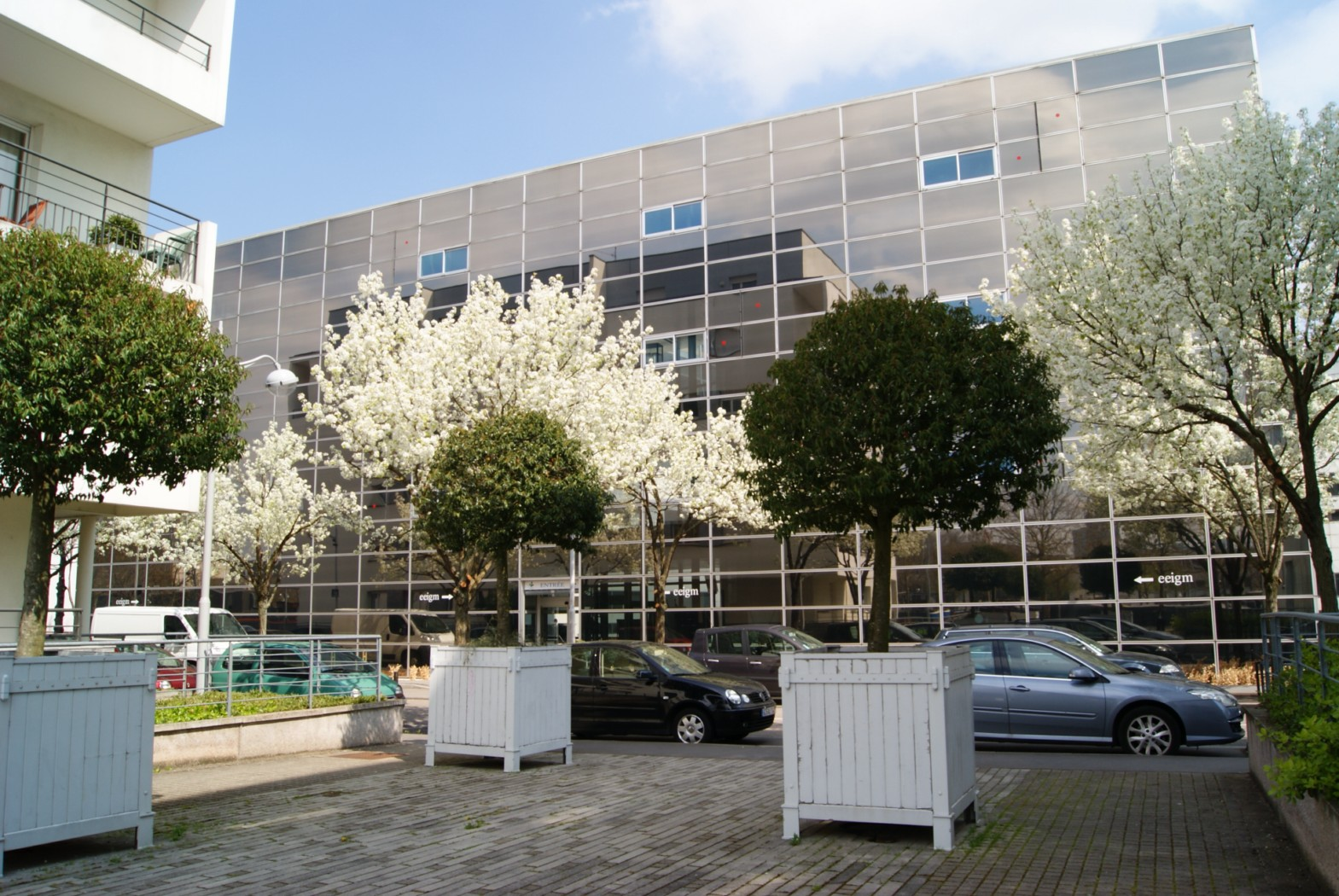
Edificio EEIGM en primavera.

La formación tiene una duración de cinco años. La admisión al primer año se realiza con la superación del concurso Geipi Polytech accesible a graduados de bachillerato científico y estudiantes de bac+1. La titulación también se divide en dos ramas:
- un currículo clásico como extensión de los dos primeros años, también accesible a través del concurso conjunto de los institutos politécnicos nacionales (sectores MP, PC, PSI ) con exámenes orales específicos, el INP Prep o para la admisión en el expediente después de DUT, CPGE ATS, DUETI o 3 licencia ;
- un currículo en aprendizaje accesible en el archivo y luego pruebas orales específicas para estudiantes de bac+2.

Estos dos opciones de formación entregan el mismo diploma.
En el ciclo clásico de ingeniería (tres años), tres semestres son en Nancy. Luego, al menos dos de los tres semestres siguientes se desarrollan en los países de las universidades colaboradoras. Estas son:
- Universidad de Lorena, Francia
- Universidad Politécnica de Cataluña, España
- Universidad del Sarre, Alemania
- Universidad Tecnológica de Luleå, Suecia
- Universidad Politécnica de Valencia, España
- Universidad Libre de Bruselas, Bélgica
- Montanuniversität Leoben, Austria[2]

También existen acuerdos con:
- Instituto de tecnología de Kyushu en Japón
- Universidad Caxias do Sul y Escuela Politécnica de la Universidad de São Paulo en Brasil
- La escuela nacional de industrias minerales de Rabat y la Universidad Cadi Ayyad en Marrakech (Marruecos)

Los estudiantes que completen tres semestres en el mismo país extranjero pueden solicitar una doble titulación.
En la EEIGM se imparten las siguientes disciplinas: Ciencias fundamentales (matemáticas, física, mecánica, química e informática), idiomas (inglés, alemán, español y francés para estudiantes internacionales), ciencia e ingeniería de materiales (elaboración, propiedades, reciclaje), y ciencias empresariales (gestión, calidad, gestión de proyectos, gestión financiera, proyecto de negocios). Permiten llevar a cabo la investigación, el desarrollo, la caracterización y el control de materiales tradicionales y nuevos, tratamiento de final de vida (incluso el reciclaje).
Colaboraciónes existen para conseguir una doble titulación con cursos no de ingeniería. El primero es con el Instituto de Administración de Empresas (IAE) de Nancy, que propone a los estudiantes una doble titulación de Máster en Gestión y Administración de Empresas y Máster en Emprendimiento y Desarrollo Empresarial. Desde 2016, los estudiantes también pueden completar una doble carrera de Máster en Gestión de Proyectos en la Universidad de Quebec en Chicoutimi (UQAC).

## Especialidades
Para el primer semestre de 4° año, una elección entre tres opciones de especialización es necesaria:
- materiales para la salud,
- materiales para energía,
- Materiales para la movilidad.

## Dimensión internacional
Gracias a sus numerosas colaboraciones, la EEIGM tiene una gran perspectiva internacional. Después de su formación, los estudiantes habrán pasado más de un año en el extranjero.
Todos los estudiantes toman clases en tres idiomas extranjeros obligatorios: inglés, alemán, español y francés para los estudiantes extranjeros. Todos los estudiantes realizan varias prácticas internacionales durante las vacaciones de verano, incluida una práctica en un país de habla inglesa y una en un país de habla española o alemana.
La obtención de dos certificados (incluido el inglés obligatorio) que acrediten un nivel mínimo de dominio del idioma B2 (First Certificate in English, Zertfikat B2 (Goethe Institute), Diploma de Español como Lengua Extranjera) es necesario para obtener el diploma de ingeniería de la escuela. Los estudiantes también son llevados a pasar un semestre en una de las universidades colaboradoras en 4° año.
En 5° año, los estudiantes realizan una práctica de investigación de seis meses en una de estas universidades (en Nancy o en el extranjero) y luego una pasantía industrial de seis meses en una empresa de su elección. Uno de estos dos debe hacerse en el extranjero.
Por último, la EEIGM tiene muchos socios industriales con empresas o grupos industriales que ofrecen convenios especiales de prácticas. Estos socios son la Agencia Espacial Europea (ESA) en Colonia (Alemania), Airbus en Bremen (Alemania), Ceratizit, Institut de Soudure, IRT M2P, Riva and ABS.
Según el ranking de escuelas de ingeniería de la revista L'Étudiant 2022, la EEIGM ocupa primero en apertura internacional de escuelas en 5 años. Esta plaza también se obtiene en el ranking 2024 de la revista L'Usine Nouvelle.

## Patrocinio
Desde 1996, fecha de la primera promoción del EEIGM, cada promoción ha tenido uno o más patrocinadores.
| Promotion | Parrain(s)                                                                     | Activité |
| --------- | ------------------------------------------------------------------------------ | --- |
| 2023      | Fabrice Wavelet                                                                | Director Técnico Adjunto de Ferry-Capitain |
| 2022      | Abdelkrim Chehaibou                                                            | Director General del Institut de Soudure |
| 2021      | Lennart Wallström                                                              | Ex director del Departamento de Ciencia de los Materiales de la Universidad Tecnológica de Luleå                                                          |
| 2020      | Arnaud Villemiane                                                              | Director General de ALPHATEST e ingeniero de la AEIE |
| 2019      | Sofia Sauvageot-Börgesson                                                      | Ingeniero EEIGM (promoción 1999), 1era Vicepresidente, Global Account Executive & Industry Network Leader Utilities, ABB                                  |
| 2018      | Frédéric Thrum                                                                 | Presidente de Fives Cryogenics Energy |
| 2017      | Valérie Lamacq                                                                 | General Electric (GE) - Director ejecutivo de planta |
| 2016      | Thierry Merlot                                                                 | Presidente de Hexcel Composites |
| 2015      | Sylvain Allano                                                                 | Director General de Ciencia y Tecnologías del Futuro, PSA Peugeot Citroën                                                                                 |
| 2014      | Stéphane Vitrac (Promotion EEIGM 1997)                                         | Director del Centro de Excelencia Industrial de Actuadores, Sagem Defensa y Seguridad, Grupo Safran                                                       |
| 2013      | Jean-Stéphane Didier                                                           | Director General Adjunto, Thomas Vale Construction, Compañía Bouygues UK                                                                                  |
| 2012      | Pascale Fournier                                                               | Jefe del programa de Integración e Industrialización de Materiales y Procesos, Airbus                                                                     |
| 2011      | Michel Gantois Gérard Metauer Torbjörn Hedberg Alain Degiovanni Jean Steinmetz | Fundador de la EEIGM Administrador Provisional de la EEIGM en 1991 Director de la EEIGM en 1994 Director de la EEIGM en 1998 Director de la EEIGM en 2003 |
| 2010      | Greg Ludovsky                                                                  | Vicepresidente Global de I+D, ArcelorMittal |
| 2009      | Ernest Totino                                                                  | Presidente del Directorio, MERSEN |
| 2008      | François Dujardin                                                              | CEO, Saint-Gobain Desjonquières |
| 2007      | Clemens Bockenheimer                                                           | Airbus Materials & Processes |
| 2006      | Claude Imauven                                                                 | Director General Adjunto de Saint-Gobain |
| 2005      | Michel Gantois                                                                 | Fundador de la EEIGM, expresidente de la INPL |
| 2004      | Gérard Lotzer                                                                  | Director, Cristalerías de Baccarat |
| 2003      | Serge Dassault                                                                 | Director, Dassault Aviation |
| 2002      | Catherine Langlais                                                             | Director, Saint-Gobain Research |
| 2001      | Olivier Gronier                                                                | Director of Sales Network, EDF |
| 2000      | Philippe Boulanger                                                             | Físico, director y fundador de la revista "Pour la Science"                                                                                               |
| 1999      | Jean Daum                                                                      | Director of General Administration, Usinor |
| 1998      | Leïf Johansson                                                                 | Director General, Electrolux |
| 1997      | Pierre-Gilles de Gennes                                                        | Físico, Premio Nobel de Física 1991 |
| 1996      | Patrick Baudry                                                                 | Astronauta francés |

## Estudiantes antiguos
- Matthias Maurer, astronauta alemán de la Agencia Espacial Europea (ESA)

## Vida estudiantil
Los estudiantes del EEIGM tienen acceso a numerosas actividades deportivas y culturales con la Oficina de Estudiantes (BDE). Ella se compone de muchas asociaciones y grupos de deporte. También participe en manifestaciones como las 24 heures de Stan (24 horas de Stan) que reúnen cada año a miles de estudiantes de Lorena.
Igualmente, la escuela tiene desde 2006 una Junior Empresa, EEIGM Études et Services. Este último ofrece servicios de elección de materiales, estudios estadísticos, estudios bibliográficos, traducciones técnicas y caracterizaciones de materiales y conecta empresas o particulares externos con estudiantes de la escuela, que realicen los estudios.